# Liste des bateaux français inscrits à Brest 2008
Liste, non exhaustive, des bateaux  français inscrits à Brest 2008 (Fêtes maritimes de Brest). Ils représentent à peu près les trois quarts (73/100) des 2000 bateaux présents dans la rade de Brest du 11 au 17 juillet.

## Marine nationale
- Lapérouse (A791) : bâtiment hydrographique - 59 m - (1985)
- L V Lavallée (F790) : aviso - 80 m - (1979)
- Telenn Mor (Y692)[1] : chaland releveur - 41 m - (1985)
- Tourville (D610) : frégate anti sous-marine - 152 m - (1972)
- Faune (Y613)[2] : transport de rade - 40 m - (1971)

Voiliers-écoles :
- Belle Poule : goélette à huniers - 37,5 m - (1932)
- Étoile : goélette à huniers - 37,5 m - (1932)
- La Grande Hermine : yawl - 18 m - (1932
- Mutin : dundee - 33 m - (1927)

## Bateaux de service
- Abeille Bourbon : remorqueur - 80 m - (2005)
- Abeille Flandre : remorqueur - 63 m - (1978)
- Buffle (A696) : remorqueur - 32 m - (1980)
- Haliotis : vedette océanographique - 10 m- (2008)
- Hermine Bretagne[3] : navire de recherche archéologique marine - 18 m - (1972)
- Marion Dufresne 2 : navire océanographique - 120 m - (1995)
- Mengam (Y640) [4]: remorqueur portuaire - 25 m - (1994)
- Thalassa : navire océanographique - 73 m - (1996)
- Térénez : vedette de la rade - 35 m - (2006)

## Voiliers traditionnels
| - Amzer'zo : cotre à corne - 14 m - (1996) - André-Yvette : sloop à tapecul - 27 m - (1935) - Ar Jentilez : flambart (réplique) - 1 m - (1992) - Ar Plijadur : sloop - 6,3 m - (1949) - Babar : cotre aurique (réplique) - 15 m - (1981) - Bel Espoir II : goélette à trois-mâts - 38 m - (1944) Classé MH (1993) - Belle Angèle : lougre - 24 m - (1991) - Belle-Étoile : dundee (réplique) - 26 m - (1992) - Bergère de Domrémy : sloop - 11 m - (1936) Classé MH (1983) - Biche : dundee - 21 m - (1934) - Dalh-Mad : slop de bornage (réplique) - 17 m - (1992) - Cap Sizun : sloop-langoustier - 21 m - (1991) - Charles Marie : dundee - 24 m - (1968) - Chien Vert : cotre (plan Collin Archer) - 12 m - (1931) - Corentin : lougre - 31 m - (1991) - Coronasia of Penryn : dundee - 15 m - (1966) - Enez Koalen : sloop-homardier - 14,5 m - (1989) - Étoile de France : goélette à hunier - 40 m - (1938) - Étoile Molène : dundee-thonier - 35 m - (1954) - Étoile Polaire : ketch aurique - 33 m - (1916) - Eulalie : chaloupe sardinière - 10 m - (1996) - Fleur de Lampaul : dundee - 21,5 m - (1948) = Classé MH (1987) - Général Leclerc : cotre-coquillier - 16 m - (1948) Classé MH (2005) - Jeanne J : chaloupe pontée (réplique) - 14 m - (2008) - Jeune Ariane : cotre-pilote (réplique) - 19 m - (1977) - Joli Vent : sinago - 11 m - (1958) - Krog e Barz : cotre-langoustier - 22 m - (1992) | - La Cancalaise : bisquine (réplique) - 30 m - (1987) - La Recouvrance : aviso-goélette - 41 m - (1991) - La Granvillaise : bisquine (réplique) - 32 m - (1990) - La Pauline : chaloupe pontée (réplique) - 16,50 m - (1991) - Le Grand Lejon : lougre (réplique) - 20 m - (1992) - Leenan Head : ketch - 23 m - (1906) - Leier Eusa : sloop - 12,5 m - ( ? ) - Lys Noir : yawl aurique - 24 m - (1914/20) - Marche-Avec : cotre-sardinier - 17 m - (1991) - Marie-Fernand : cotre-pilote - 15 m - (1894) - Mehalah : cotre de Maldone - 10 m - (1888) - Minahouet II : cotre - 21 m - (1954) Classé MH (2010) - Nefertiti of Saint Hélier : ketch - 18 m - (1984) - Neire Mâove : goélette - 23 m - (1992 - Notre Dame de Rumengol : gabare - 22 m ( (1945) Classé MH (1991) - Nébuleuse : dundee-thonier - 32 m - (1949) - O'Abandonado : gabare - 19 m - (1916) - Popoff : ketch - 22 m - (1946) - Le Renard : cotre à huniers (réplique) - 30 m - (1991) - Saint Guénolé : sloop-coquillier - 11 m - (1948) - Sant C'hireg : cotre à tapecul (réplique) - 24 m - (1986) - Seiz Avel : cotre langoustier (réplique) - 13,50 m - (1984) - Sinbad II : cotre bermudien - 12 m - (1950) Classé MH (1999) - Stereden va Bro : ketch (ancien chalutier-thonier) - 20 m - (1954) - Unity of Lynn : smack - 11 m - (1906) - Vieux Copain : cotre à tapecul - 29 m - (1940) |

## Voiliers classiques et compétition
| - Akena : monocoque-IMOCA (Arnaud Boissières) - (1998) - Absolut Dreamer-Cheminée Poujaulat : trimaran - 18,28 m - (2003) - Brit Air : monocoque (Armel Le Cléac’h) - (2007) - Cheminées Poujoulat : monocoque (Bernard Stamm) - ( ? ) - DCNS : monocoque( Marc Thiercelin) - (2008) - Delta Dore : monocoque-IMOCA (Jérémie Beyou) - (2006) - Eilidh : cotre bermudien - 18 m - (1931) - Fiona : cotre aurique - 11 m - (2005) - Foncia : monocoque (Michel Desjoyeaux) - 18,28 m - (2007) - Groupama 2 : trimaran - 18 m - (2004) - Ingrid : sloop bermudien - 9 m - (1965) - Joshua : ketch bermudien - 16 m - (1962) Classé MH (1993) - Khayyam : cotre bermudien - 18,35 m - (1939) Classé MH (1995) - Kurun : cotre à corne - 13,65 m - (1948) - Moonbeam of Fife : yawl aurique William Fife - 30 m - (1903) | - Pen Duick : cotre aurique - 15 m - (1898) - Pen Duick II : monocoque (ketch marconi) - 13,6 m - (1964) - Pen Duick III : monocoque (goélette marconi) - 17,45 m - (1967) - Pen Duick V : monocoque (sloop marconi) - 10,67 m - (1968) - Pen Duick VI : monocoque (ketch marconi) - 22,25 m - (1973) - PRB 4 : monocoque-IMOCA (Vincent Riou) - (2006) - Sinbad : cotre bermudien - 11,78 m - (1950) Classé MH (1999) - Sodeb'O : monocoque - 18,28 m - (1998) - Veolia Environnement : monocoque - (2004) - VM Materiaux : monocoque - (1999) - Viola : cotre aurique - 65 m - (1908) Classé MH (1993) |

## Petite flottille
| - Angélus : cotre - 8 m - (1954) - Ar Satanig : canot goémonier - 4,5 m - (1972) - Face au soleil : cotre - 10 m - ( ? ) - Fleur de sel : goémonier - 6 m - (1950) - Fleur du Bonheur : misainier - 7 m - (1947) - Fraternité : yole de Bantry (réplique) - 11,64 m - (1986) - Galoubet : voilier marconi - 8,85 m - (1960) - Gwennili-Mor : yole de Ness - 7 m - (1994) - Holl Avel : cotre (réplique) - 11 m - (1958) - Jean et Jeanne : sinago (réplique) - 9 m - (1990) - La Mouette : cotre - 8 m - (1939) | - La Pauline (SB 737) : lougre (réplique) - 13,50 m - (1991) - Marie-Claudine (BR787127Y) :chaloupe non pontée à 2 mâts (réplique) - 9,6 m - (1992) - Morwenna of Mersea : cornish crabber - 9 m - (1980) - Le Taillevent : canot à misaine - 7,15 m - (1990) - Le Vezon : voilier dériveur - 6,5 m - (1887) - Louarnig : canot à misaine - 10,5 m - (2000) - Mari-Lizig : chaloupe - 6,2 m - (1988) - Tan I Rer : cotre (Pichavant) - 11,20 m - (1956) - Telenn-Mor : chaloupe sardinière (réplique) - 9,20 m - (1983) - Vétille : dériveur houari - 9,95 m - (1893) - |

- Quatre bateaux traditionnels de la Méditerranée de l'association CaraMed : La Bonne Mère (Pointu de Marseille), San Antone, Virginie (pointu d'Antibes), San Martinu (Le Cros-de-Cagnes)
- Quelques pinasses du bassin d'Arcachon ...

## Divers
- chalutiers et autres de la rade : Argonaute, Domen III, Enez-Stagardon, Grain de sel, Mab-Biel, Sterne, Venus II, ...
- Chris II : Chris-Craft - [ ? ]
- Columbus Sea Shepherd : cotre-marconi - 18 m - (1986)
- Kap Kaval [46],[47]: ex canot-major de l'École navale - 10,50 m - (1963)
- Tara : goélette scientifique - 36 m - (1989)
- Suzanne : chaloupe à vapeur - 7,15 m - (2006)